# Andra e Tatiana Bucci
Tatiana Bucci (Fiume, 19 settembre 1937) e 
Andra Bucci (Fiume, 1º luglio 1939) sono due sorelle italiane di origine ebraica, superstiti dell'Olocausto, testimoni attive della Shoah italiana e autrici di memorie sulla loro esperienza ad Auschwitz.

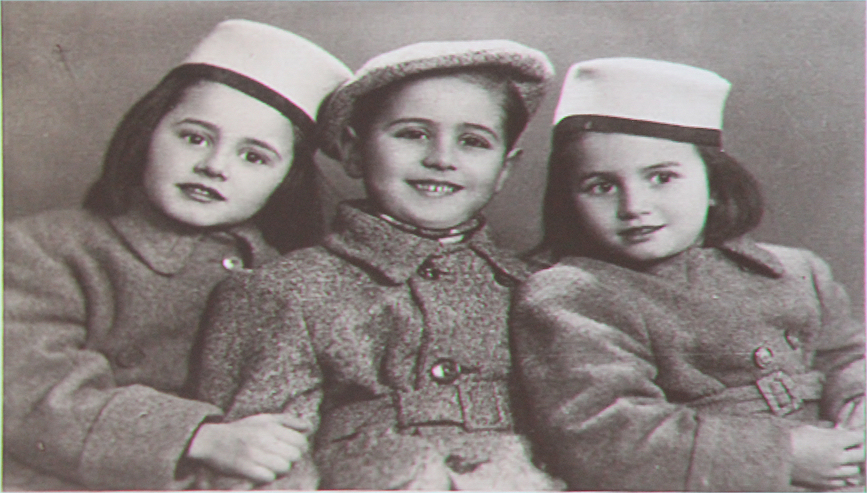
Le sorelle Andra e Tatiana Bucci assieme al cugino Sergio De Simone, anch'egli deportato ad Auschwitz

Scambiate per gemelle, si videro risparmiare la vita per fungere da cavie umane per gli esperimenti medici condotti dal dottor Josef Mengele. Proprio la loro vicenda in quel contesto fa di loro testimoni cruciali sul funzionamento del campo di sterminio di Auschwitz e sugli esperimenti pseudoscientifici ivi compiuti. Come tale, il caso delle sorelle Bucci è oggetto di ampia discussione storiografica, sia in Italia sia a livello internazionale.

## Biografia
Le sorelle Bucci, Tatiana (all'anagrafe Liliana) e Andra (diminutivo di Alessandra), nascono nella città di Fiume, rispettivamente nel 1937 e nel 1939, figlie del fiumano Giovanni Bucci, cattolico, e di Mira Perlow, ebrea. La famiglia Perlow, originaria della Bielorussia, si era trasferita a Fiume ai primi del Novecento per mettersi in salvo dai pogrom zaristi.
La famiglia Perlow si era trasferita a Fiume perché la città sembrava piuttosto tollerante nei confronti degli ebrei, e aveva uno sbocco sul mare quale possibile via di fuga in caso di bisogno. Anche la sorella di Mira, Gisella, aveva sposato un cattolico, Eduardo De Simone, con il quale si era trasferita a Napoli dove diede alla luce il loro primogenito Sergio De Simone.
Nel 1943, Gisella, rimasta sola con il figlio a Napoli dopo che il marito era stato richiamato alle armi, decise di tornare a Fiume dalla sua famiglia con il piccolo Sergio. Rimpiangerà questa scelta per tutta la vita, poiché dopo pochi mesi Napoli fu liberata dagli Alleati angloamericani e gli ebrei furono salvi.
Dopo l'8 settembre 1943, il governo della Repubblica Sociale Italiana emanò un ordine di arresto e deportazione per tutti gli ebrei. Anche per la comunità ebraica iniziarono le deportazioni. Il 28 marzo 1944, a seguito di una denuncia dell'ebreo Plech, Andra e Tatiana, rispettivamente all'età di quattro e sei anni, vennero arrestate insieme alla madre, alla zia, al cugino Sergio e ad altri familiari.
La famiglia Perlow fu trasportata a Sušak, in un magazzino di vini, nel quale rimase per una notte, dopodiché tutti furono caricati su un'automobile e trasferiti nella Risiera di San Sabba, dove rimasero per due giorni e due notti e furono sottoposti a interrogatori. In seguito, la famiglia Perlow fu caricata senza acqua né cibo su uno dei vagoni del treno diretto in Polonia. Mira riuscì a passare a qualcuno un bigliettino da far recapitare alla famiglia di suo marito, rimasto a Fiume. La notte del 4 aprile 1944 il loro treno arrivò ad Auschwitz-Birkenau.

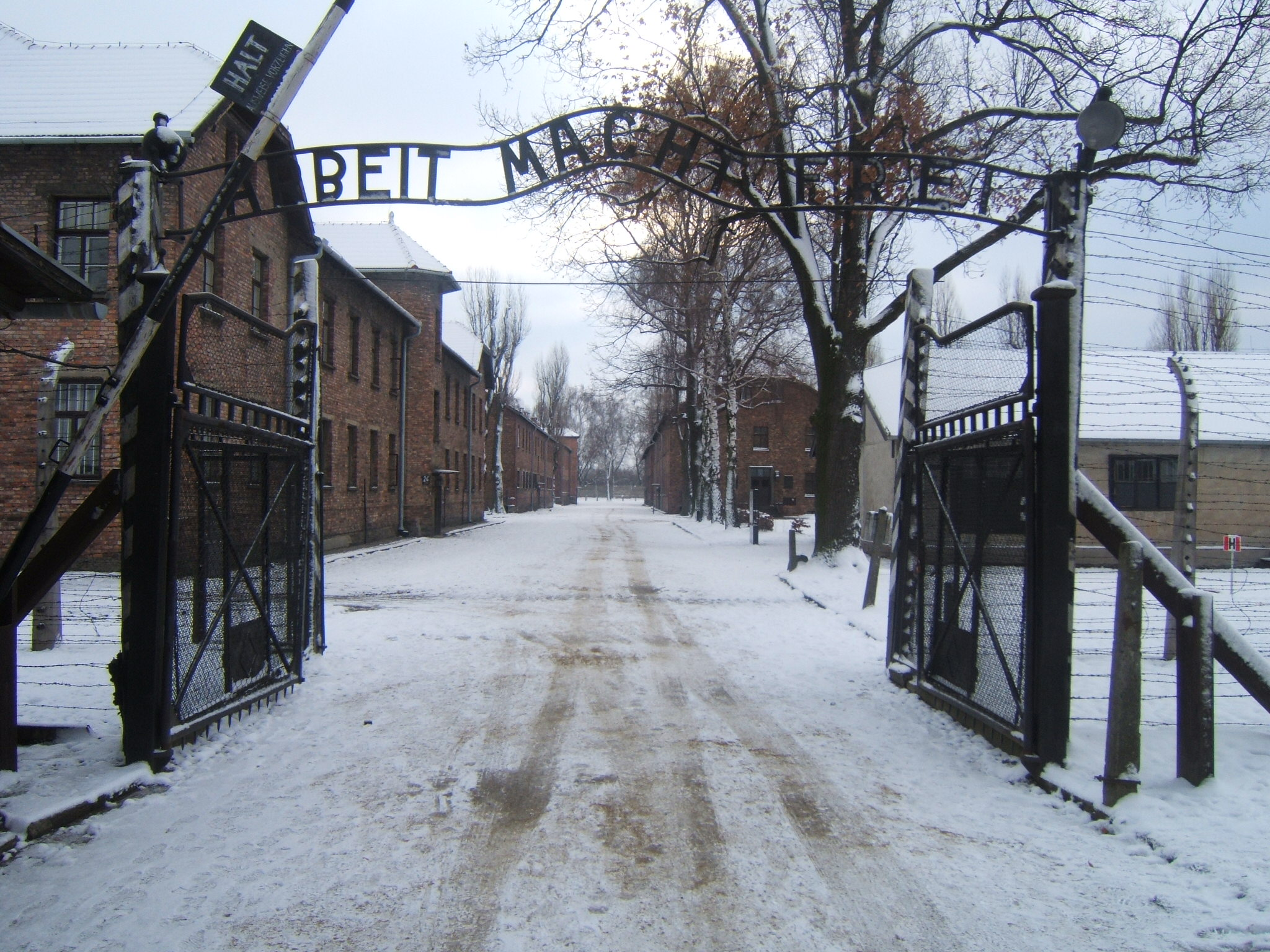
L'entrata al campo di concentramento di Auschwitz

I deportati furono portati in un piazzale dove furono smistati: la nonna fu indirizzata nella fila di sinistra e, caricata insieme ad altri ebrei su un camion, fu uccisa la sera stessa. La legge di Auschwitz prevedeva l'uccisione all'arrivo per le donne con i bambini e per chi avesse più di sessanta anni e meno di quindici: quella stessa notte madre e figlie furono separate. Nonostante la loro differente età, le bambine, probabilmente, furono scambiate per gemelle perché praticamente identiche,  e, con il cuginetto, furono indirizzate nel Kinderblock, la baracca dei bambini destinati agli esperimenti del dottor Josef Mengele. La madre e la zia furono mandate in una baracca poco distante da quella dei bambini e immesse nei Kommando di lavoro nel lager.
Mira riuscì a vedere poche volte le sue figlie e ogni volta che le andava a visitare ripeteva loro di non dimenticare i propri nomi: questa raccomandazione fu di grande aiuto alle due bambine anche una volta uscite dal campo per poter ricongiungersi ai loro famigliari. Andra e Tatiana iniziarono a rifiutare quella donna smagrita, rasata e sofferente, poiché non corrispondeva più al ricordo dell'immagine che avevano della loro madre, e si rifugiarono nella loro unione, diventando l'una la famiglia dell'altra e proteggendosi a vicenda dall'orrore del campo.
Le bambine iniziarono a rendersi conto di essere nel campo di concentramento, e anche se in maniera confusa, si abituarono alla morte, non piangevano di fronte ai cumuli di cadaveri di persone come loro e non piansero nemmeno quando la madre smise di andarle a trovare, accettando la possibilità che tra quei corpi potesse esserci anche lei. 
Tatiana ricorda:
()
Anche la sorella minore Andra ricorda momenti della loro vita nel campo: 
()

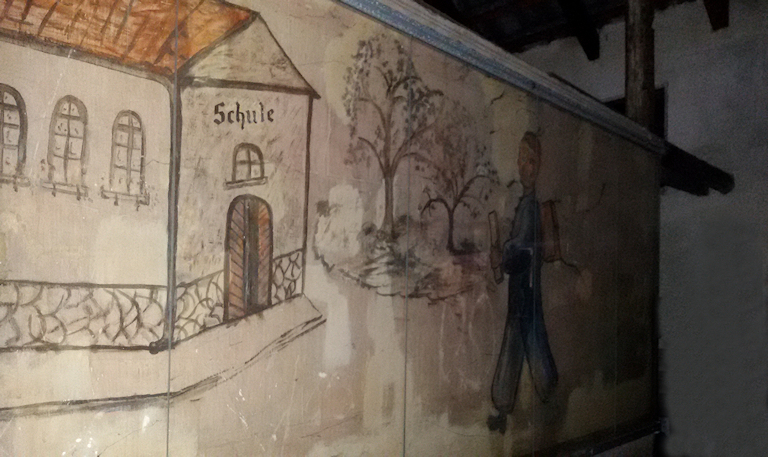
L'interno della baracca dei bambini a Birkenau

Le due sorelle, con il cuginetto, durante i primi giorni nel campo parlavano tra di loro in italiano. Presto però dimenticarono la loro lingua, iniziando a capire il tedesco e successivamente a parlarlo. Le due bambine, infatti, non si ammalarono di malattie infettive e devastanti come il tifo, la noma e la dissenteria. Inconsapevolmente, suscitarono in alcuni adulti sentimenti di tenerezza e di pietà, che produssero dei piccoli atti per la sopravvivenza di entrambe. Alcuni internati porsero loro del pane, una scatola di biscotti e della cioccolata, correndo anche dei rischi. Fondamentale per la loro salvezza fu una blockova, un'addetta alla sorveglianza della baracca dei bambini e delle donne, della quale le sorelle non ricordano il nome, che si prese cura soprattutto di Tatiana alla quale regalò dei caldi maglioni da condividere con la sorellina; questo permise alle due bambine di sopravvivere alle crudeltà del campo.
Un giorno di novembre, la blockova prese da parte Andra e Tatiana e disse loro:
()
Le due sorelle lo dissero anche a Sergio affinché si potesse salvare insieme a loro. Quando il dottor Mengele si presentò alla baracca insieme ai suoi uomini e chiese ai bambini di farsi avanti se volevano andare a trovare "la mamma", Sergio, abituato a vivere solo con lei, fece il passo in avanti e fu prelevato insieme ad altri diciannove bambini, per essere trasferito al campo di concentramento di Neuengamme dove subì orribili esperimenti e trovò infine la morte. Le bambine, invece, grazie al loro legame e al farsi forza a vicenda, rimasero ferme in silenzio e non chiesero mai di vedere la madre.

## Dopo la liberazione
Secondo le stime dei ricercatori del Museo di Auschwitz, furono deportati nel campo di Auschwitz-Birkenau almeno 230.000 bambini ebrei provenienti da tutti i paesi dell'Europa occupata. La loro sopravvivenza è sempre legata a circostanze e condizioni del tutto eccezionali. Di regola, i bambini venivano immediatamente mandati alle camere a gas e uccisi, a parte i gemelli o i bambini giudicati interessanti per gli esperimenti medici o per altre mansioni particolari nel campo. Dei 776 bambini italiani di età inferiore ai 14 anni deportati a Auschwitz, ne sopravviveranno solo 25. Il 27 gennaio 1945, quando i sovietici arrivarono ad Auschwitz, erano in vita solo 650 bambini di varie nazionalità, di cui meno di 50 erano di età inferiore ai 10 anni. Tra questi sopravvissuti vi erano Andra e Tatiana.
Nel febbraio 1945, dopo la liberazione, Andra e Tatiana, che avevano perso i contatti con la madre che credevano morta, vennero trasferite insieme ad altri bambini in un orfanotrofio vicino a Praga dove impararono a parlare il ceco. Rimasero lì fino al marzo 1946, quando vennero messe su un aereo con altri bambini e trasferite in Inghilterra, a Lingfield, nella tenuta di sir Benjamin Drage, usata come centro per l'accoglienza di bambini resi orfani dalle brutalità dei campi di concentramento.

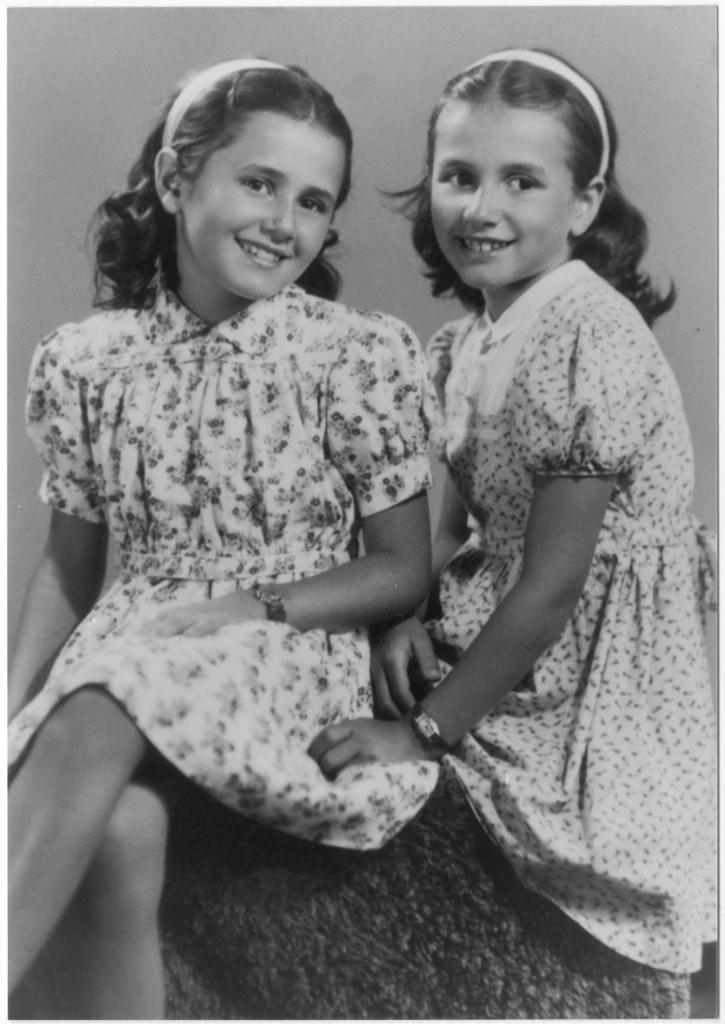
Andra e Tatiana Bucci durante la loro permanenza a Weir Courtney a Lingfield nel Surrey.

Lì Andra e Tatiana per la prima volta si sentirono protette e amate, grazie anche alla psicologa e agli educatori che si presero cura di loro.
Il periodo inglese, durante il quale appresero una nuova lingua, è ricordato con grande gioia dalle sorelle, dove per la prima volta dopo gli orrori di Auschwitz ritrovarono l'amore e potevano divertirsi con i giochi che portavano loro costantemente le donne che le andavano a trovare cercando di riportarle alla normalità con piccoli gesti, come ad esempio quello di andare fuori a fare una passeggiata. Per Andra e Tatiana queste donne furono quasi come mamme e ritrovare l'affetto fu per loro di grande aiuto.
Nel frattempo la madre, sopravvissuta anch'essa, cercava con ogni mezzo di avere notizie delle figlie. Il comitato per i rifugiati ebrei di Londra, assieme alla Croce Rossa Internazionale, si misero alla loro ricerca, partendo dai numeri tatuati sulle braccia delle bambine una volta arrivate ad Auschwitz - Birkenau che la madre era riuscita a tenere a mente. Un giorno a Lingfield arrivò una lettera da Napoli in cui le famiglie Bucci e De Simone chiedevano informazioni dei loro bambini: l'istituto poté confermare la presenza delle bambine mentre di Sergio non si avevano più notizie. Nella busta successiva Mira allegò una foto di lei insieme al marito e Andra e Tatiana li riconobbero. A causa della complicata burocrazia e della paura di eventuali errori, ci volle ancora del tempo prima che le bambine si ricongiungessero con i propri genitori.
Nel dicembre 1946, le due sorelline vennero accompagnate a Roma dalla signorina che le aveva accudite per mesi, dove ritrovarono la madre. Fu un incontro quasi imbarazzante, poiché le bambine si strinsero alla loro accompagnatrice piuttosto che andare incontro alla madre che le aspettava: ci volle del tempo per ricostruire il rapporto della famiglia.
Nessun giornale italiano riportò la notizia del ritorno in Italia delle due sorelline deportate ad Auschwitz due anni prima, ma un foglio stampato in inglese per gli alleati di stanza a Trieste dedicò all'avvenimento un articolo in prima pagina sottolineando il lieto fine.

## Il ritorno alla normalità
Andra e Tatiana tornarono alla normalità quasi facendo finta che ciò che avevano passato a Birkenau non fosse successo. Con la madre parlarono spesso di Lingfield, ma mai di Birkenau. Le sorelline rispettarono il silenzio della donna sulla sua esperienza e lei fece lo stesso con le sue bambine.
Solo dopo molti anni dalla loro liberazione e dal loro ritorno in Italia, Andra e Tatiana iniziarono a parlarne. Tornarono a Birkenau per la prima volta con Marcello Pezzetti, storico italiano, uno dei massimi studiosi italiani della Shoah, dopo aver testimoniato al Centro di documentazione ebraica contemporanea (CDEC). Fu per loro strano vedere Birkenau totalmente diversa da come la ricordavano, faceva caldo e vi era l'erba alta con le margherite selvatiche e la loro impressione fu quella di trovarsi in un campo profughi, anziché in quello che era stato un campo di sterminio. Le baracche, soprattutto quelle in muratura apparivano ben tenute, l'aspetto generale del luogo non era così terribile come lo ricordavano, per cui nonostante il dolore provato nel tornare dove passarono la loro infanzia soffrendo la fame ed il freddo, non fu per loro un tragico ritorno.
Peggiore fu il viaggio organizzato dalla Regione Toscana, quando per i sessanta anni dalla liberazione, nel 2005, Andra e Tatiana tornarono a Birkenau per la seconda volta. Era inverno e c'era la neve ed in quel momento per la prima volta rividero quel luogo come erano abituate a vederlo da bambine e tornò vivo in loro il ricordo.
Ogni due anni le sorelle partono con il Treno della Memoria, trasmettendo ai giovani il ricordo della loro infanzia. Nel 2011 hanno visitato per la prima volta il museo di Auschwitz.
Nel 2015 la loro vicenda è inclusa nella mostra aperta al Complesso Monumentale del Vittoriano di Roma dal 28 gennaio al 15 marzo 2015 e dedicata alla "Liberazione dei campi nazisti".
Oggi le sorelle Bucci sono fra i più importanti testimoni dello sterminio degli Ebrei; rilasciano numerose interviste in Italia e internazionalmente; tra queste una anche a Titti Marrone la quale ha deciso di scrivere un libro, Meglio non sapere, in cui Andra, Tatiana e Mariolino de Simone, figlio della zia Gisella, nato a Napoli dopo la liberazione dal campo, raccontano la storia della loro famiglia.
Inoltre numerosi sono i meeting organizzati dalla Regione Toscana nel Giorno della Memoria ai quali le due sorelle hanno partecipato, poiché ritengono giusto che le persone oggi, in particolare i giovani che leggono la storia della Shoah solo sui libri, siano informati su ciò che è successo in quegli anni dalla viva voce dei sopravvissuti, affinché non venga mai cancellato il ricordo di milioni di persone morte nei campi di concentramento e sterminio a causa della follia umana.
Il 24 gennaio 2020, durante la Cerimonia di inaugurazione dell'Anno Accademico 2019/2020 alla presenza del Ministro dello Sviluppo Economico Stefano Patuanelli, Andra e Tatiana ricevono la Laurea magistrale ad honorem in Diplomazia e Cooperazione Internazionale da parte dell'Università degli Studi di Trieste.

## Opere
- Andra e Tatiana Bucci con Alessandra Viola, Storia di Sergio, Milano, Rizzoli, 2020, ISBN 978-88-171-4454-4. URL consultato il 15 agosto 2021 (archiviato dall'url originale il 15 agosto 2021).
- Andra e Tatiana Bucci, Noi, bambine ad Auschwitz - La nostra storia di sopravvissute alla Shoah, a cura di Marcello Pezzetti e Umberto Gentiloni Silveri, Milano, Mondadori, 2019, ISBN 978-88-047-0825-4.